# Домишљан (1862)
Часопис "Домишљан" је излазио од 1862. до 1868. године, сваке пете недеље, у Новом Саду. Издавач и уредник је био Светозар Стојадиновић.

## Основни подаци
Први број листа „Домишљан” је објављен 5. јануара 1862. године, излазио је сваке пете недеље до броја 28, 1868. године.
Нумерисање: Год. 1, бр. 1 (5. јан. 1862)-год. 4, св. 26 (1865) ; год. 5, св. 27 (1867)-год. 6, св. 28 (1868).
Штампање: Брзотиском Игњата Фукса (1862),од св. 26 (1865) Епископска штампарија; од св. 28 (1868) Платонова штампарија.
Стара ортографија, српско-руска редакција.

## Издавач и уредник
Светозар Стојадиновић је био адвокат из Руме, и брат много познатије песникиње Милице Стојадиновић Српкиње. Углавном је сам писао текстове.